# Pato (sport)
 (octobre 2024).
La mise en forme du texte ne suit pas les recommandations de Wikipédia : il faut le « wikifier ».
Les points d'amélioration suivants sont les cas les plus fréquents. Le détail des points à revoir est peut-être précisé sur la page de discussion.
- Les titres sont pré-formatés par le logiciel. Ils ne sont ni en capitales, ni en gras.
- Le texte ne doit pas être écrit en capitales (les noms de famille non plus), ni en gras, ni en italique, ni en « petit »…
- Le gras n'est utilisé que pour surligner le titre de l'article dans l'introduction, une seule fois.
- L'italique est rarement utilisé : mots en langue étrangère, titres d'œuvres, noms de bateaux, etc.
- Les citations ne sont pas en italique mais en corps de texte normal. Elles sont entourées par des guillemets français : « et ».
- Les listes à puces sont à éviter, des paragraphes rédigés étant largement préférés. Les tableaux sont à réserver à la présentation de données structurées (résultats, etc.).
- Les appels de note de bas de page (petits chiffres en exposant, introduits par l'outil «  Source ») sont à placer entre la fin de phrase et le point final[comme ça].
- Les liens internes (vers d'autres articles de Wikipédia) sont à choisir avec parcimonie. Créez des liens vers des articles approfondissant le sujet. Les termes génériques sans rapport avec le sujet sont à éviter, ainsi que les répétitions de liens vers un même terme.
- Les liens externes sont à placer uniquement dans une section « Liens externes », à la fin de l'article. Ces liens sont à choisir avec parcimonie suivant les règles définies. Si un lien sert de source à l'article, son insertion dans le texte est à faire par les notes de bas de page.
- La présentation des références doit suivre les conventions bibliographiques. Il est recommandé d'utiliser les modèles {{Ouvrage}}, {{Chapitre}}, {{Article}}, {{Lien web}} et/ou {{Bibliographie}}. Le mode d'édition visuel peut mettre en forme automatiquement les références.
- Insérer une infobox (cadre d'informations à droite) n'est pas obligatoire pour parachever la mise en page.

Pour une aide détaillée, merci de consulter Aide:Wikification.
Si vous pensez que ces points ont été résolus, vous pouvez retirer ce bandeau et améliorer la mise en forme d'un autre article.
 (octobre 2024).
Si vous disposez d'ouvrages ou d'articles de référence ou si vous connaissez des sites web de qualité traitant du thème abordé ici, merci de compléter l'article en donnant les références utiles à sa vérifiabilité et en les liant à la section « Notes et références ».
Le pato (canard en français) est un sport équestre originaire d'Argentine, né des mains des partis de gauche qui pratiquaient ce sport à la campagne. Depuis l'époque coloniale, et tout au long du XIXe siècle, le canard était le sport le plus populaire pour les cavaliers et les hommes dans les campagnes de la province de Buenos Aires (qui comprenait l'actuelle ville autonome de Buenos Aires jusqu'en 1880). À l'origine, un oiseau domestique mort, généralement un canard, était utilisé dans un sac en cuir à quatre poignées, et c'était un gibier rugueux et fort qui conduisait à des rencontres dangereuses. Elle fut temporairement interdite, en 1822, dans la province de Buenos Aires (qui comprenait l'actuelle ville autonome de Buenos Aires jusqu'en 1880), par Martín Rodríguez, et cette interdiction fut également maintenue sous le gouvernement de Juan Manuel de Rosas. Ce n'est qu'en 1938, lorsqu'il fut réglementé, que le canard perdit la brutalité du passé pour devenir aujourd'hui une pratique sportive qui, tout en restant quelque peu risquée dans les alternatives de jeu, se déroule dans une ambiance familiale.
Il a été officiellement déclaré sport national de l'Argentine en 1953 par le président Juan Domingo Perón par le décret 17.468 du 16 septembre 1953.4 Après une tentative infructueuse de faire du football le sport national de l'Argentine en 2010, la Fédération Argentine de Pato y Horseball (FAP) a commencé une carrière au Congrès pour avoir également obtenu cette reconnaissance par la loi. Enfin, le 31 mai 2017, le canard a été déclaré sport national par la loi 27368,5.
Règles du jeu : 
Le court (ou "paddock") doit être parfaitement plat et recouvert de gravier ou d'herbe. Ses dimensions sont: longueur entre 180 et 220 mètres, largeur entre 80 et 90. Les anneaux, d'un diamètre d'un mètre, sont situés sur la ligne du bas, montés verticalement sur des poteaux de 2,40 m. La réglementation indique que chaque anneau (ou «arc») doit avoir un filet de 1,40 m de profondeur.
Le "canard" lui-même est une boule de cuir, avec une chambre pneumatique, et a six anses; il est généralement blanc. Son diamètre, de bout en bout, est de 40 cm. Son poids maximum est de 1 250 g.
Les chevaux utilisés dans le canard de compétition sont des exemples du cheval dit créole, jusqu'à 1,45 m de haut.
Les huit coureurs commencent le jeu dans des positions prédéfinies. L'équipe qui possède le canard avance vers la ligne d'arrivée pour lancer le cerceau et spécifier ainsi un but.
Un joueur ramassant le canard.
Les joueurs des deux équipes ont le droit de ramasser le canard lorsqu'il est au sol, ce qui nécessite une grande maîtrise du cheval et une grande force physique. Celui qui attrape le canard peut le transmettre à un partenaire ("slap") ou se diriger vers le cerceau. Pendant la course, certaines règles doivent être respectées pour éviter les accidents et préserver la compétitivité. Notamment, il y a une obligation de saisir le canard avec la main droite et d'étendre le bras droit; le canard est ainsi «offert» au rival, qui peut tenter de saisir le canard et de le voler au moyen de la «sangle» (ne pas «offrir» est une infraction dite «refusée»).

La circonférence est l'élément caractéristique du canard, et c'est excitant. Deux cavaliers montent à toute vitesse, chacun prenant le canard par une poignée; par des secousses propres, ils essaient de s'emparer du canard. Notez que celui qui "offre" fait toujours des sangles avec sa main droite; la main qui ne serre pas doit tenir les rênes. Pendant le serrage, il est interdit de s'appuyer sur la chaise. Le canard nécessite un cheval entraîné et une grande agilité de la part du cavalier pour ramasser, sangler, gifler et convertir.

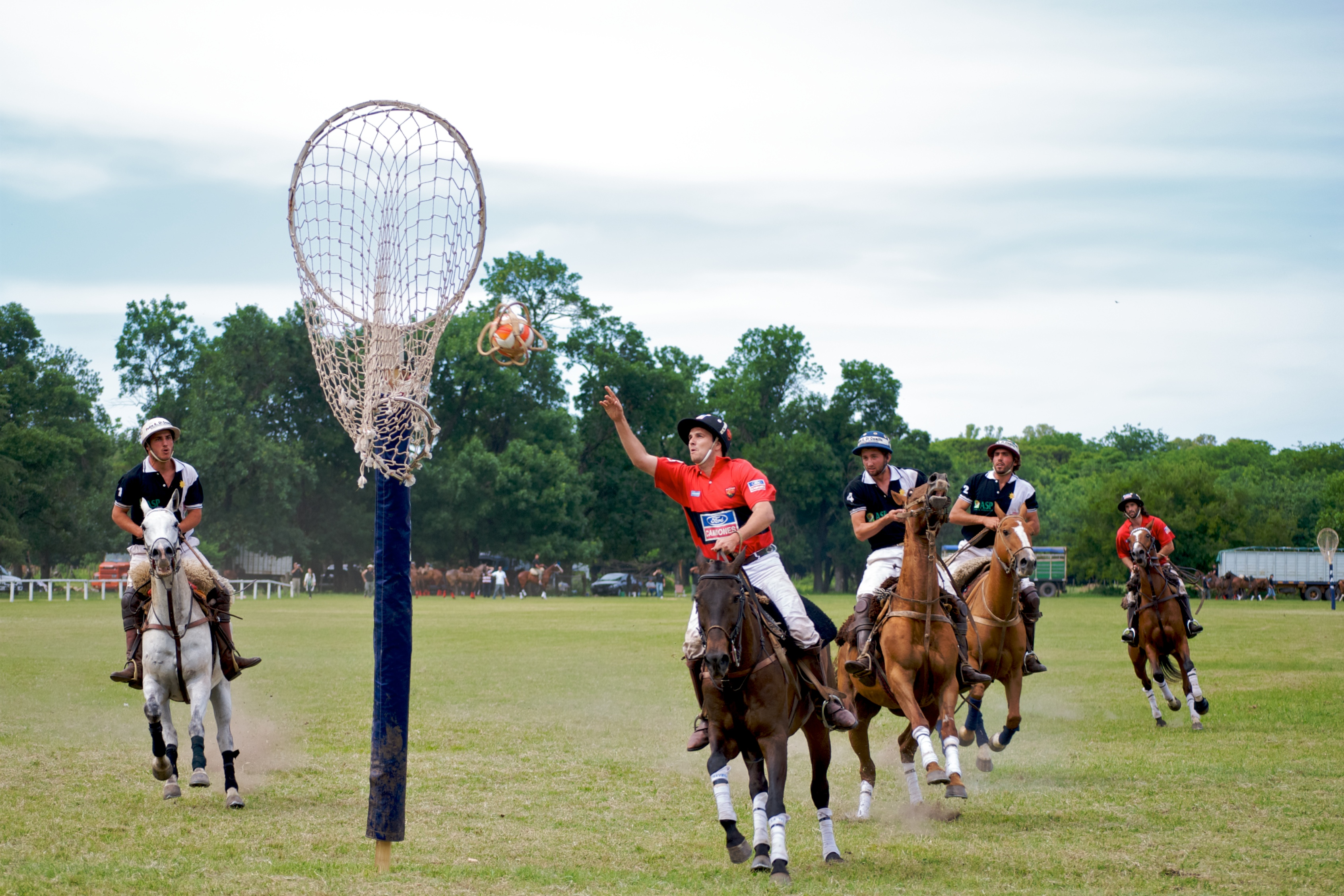
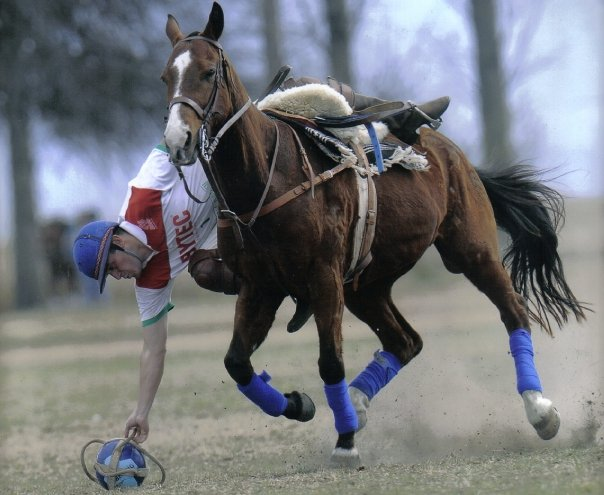
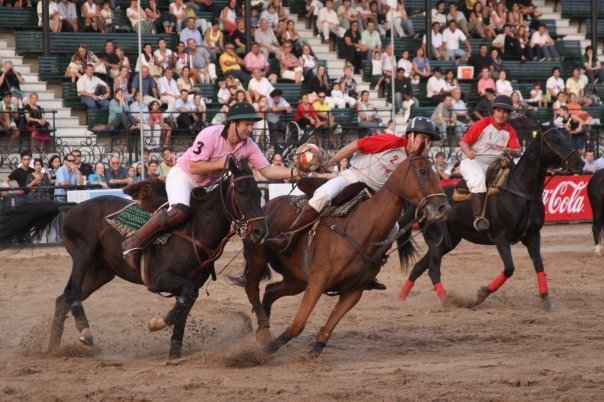
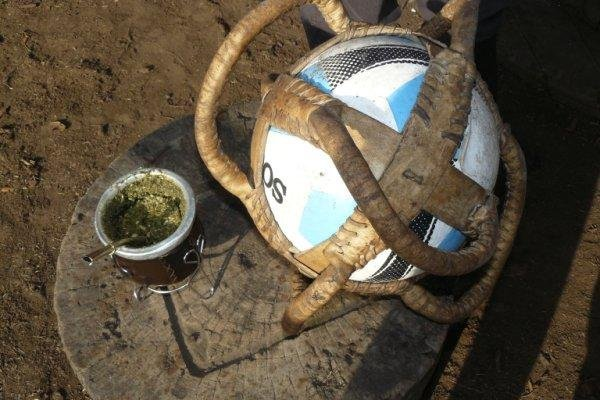